# Achtknoten
Der Achtknoten ist ein Knoten mit verschiedenen Verwendungsmöglichkeiten. Er wird überwiegend in der Seemannschaft als Stopperknoten am Seilende eingesetzt. In der Heraldik findet er sich als Liebesknoten. Der Name kommt von seiner Form, die wie die Zahl Acht (liegend) aussieht.

## Anwendung
Der Achtknoten dient als Ein-Strang-Verdickungsknoten an einem Seilende, um dieses zum Beispiel am Durchlaufen durch eine Öse, einen Block oder einen Seil- oder Fallenstopper zu hindern. Beim Segeln wird am Ende von Schoten und Fallen immer ein Achtknoten geknüpft. Wenn eine unter Last stehende Schot unkontrolliert ausrauscht, stellt dies eine erhebliche Gefahr für die Besatzung dar und das Schiff wird wegen des schlagenden Segels schwer steuerbar. Ausgerauschte Fallen sind auf See kaum wieder instand zu setzen, da die Leine bei den meisten Schiffen im Inneren des Mastes nach oben läuft. 
Der Achtknoten lässt sich auch nach starker Belastung leicht wieder lösen. Er gehört zum Prüfungsstoff bei den Segel- und Sportbootführerscheinen.

## Knüpfen

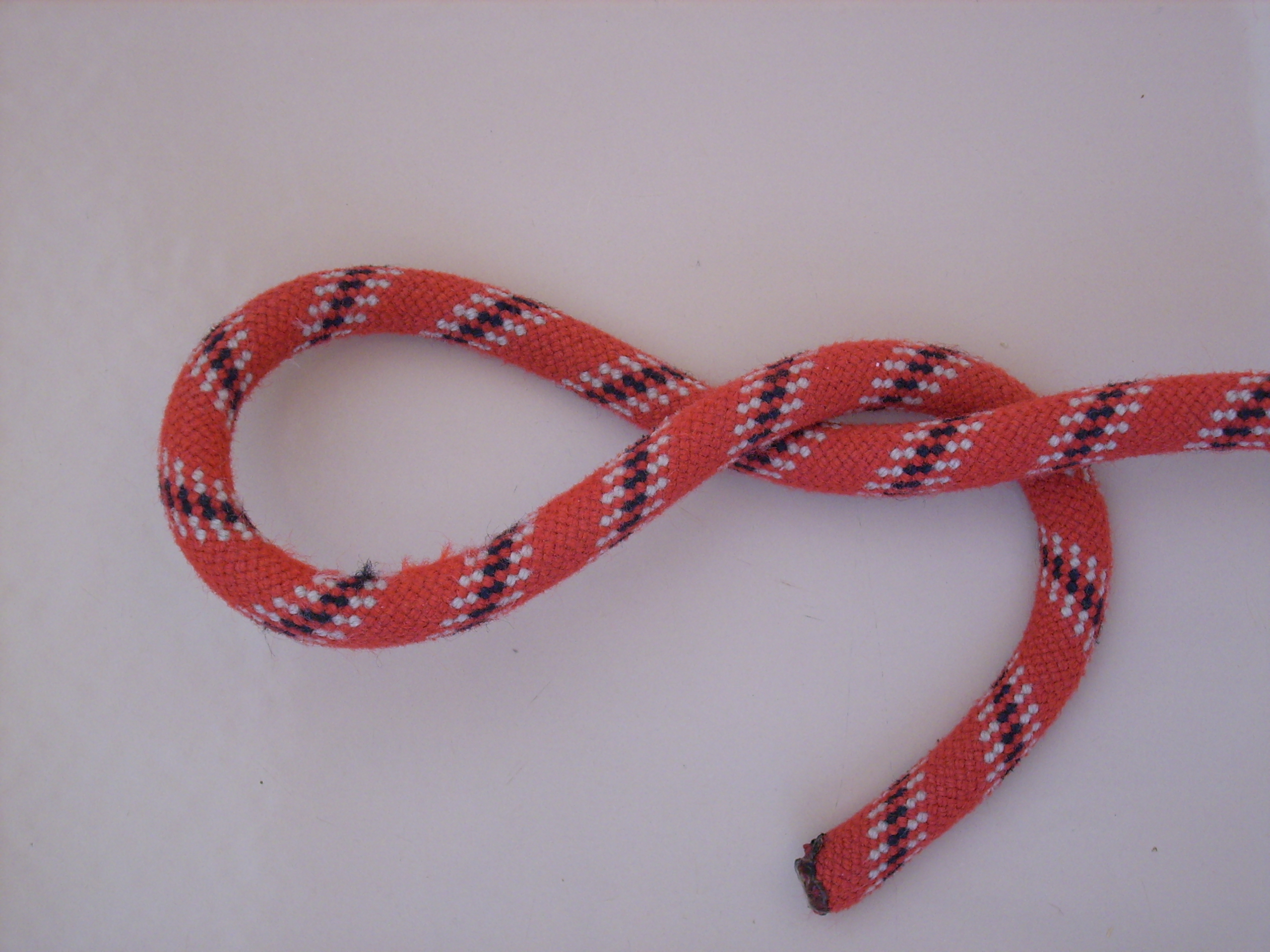
Man legt mit dem losen Ende ein Auge, dann macht man einen einfachen →
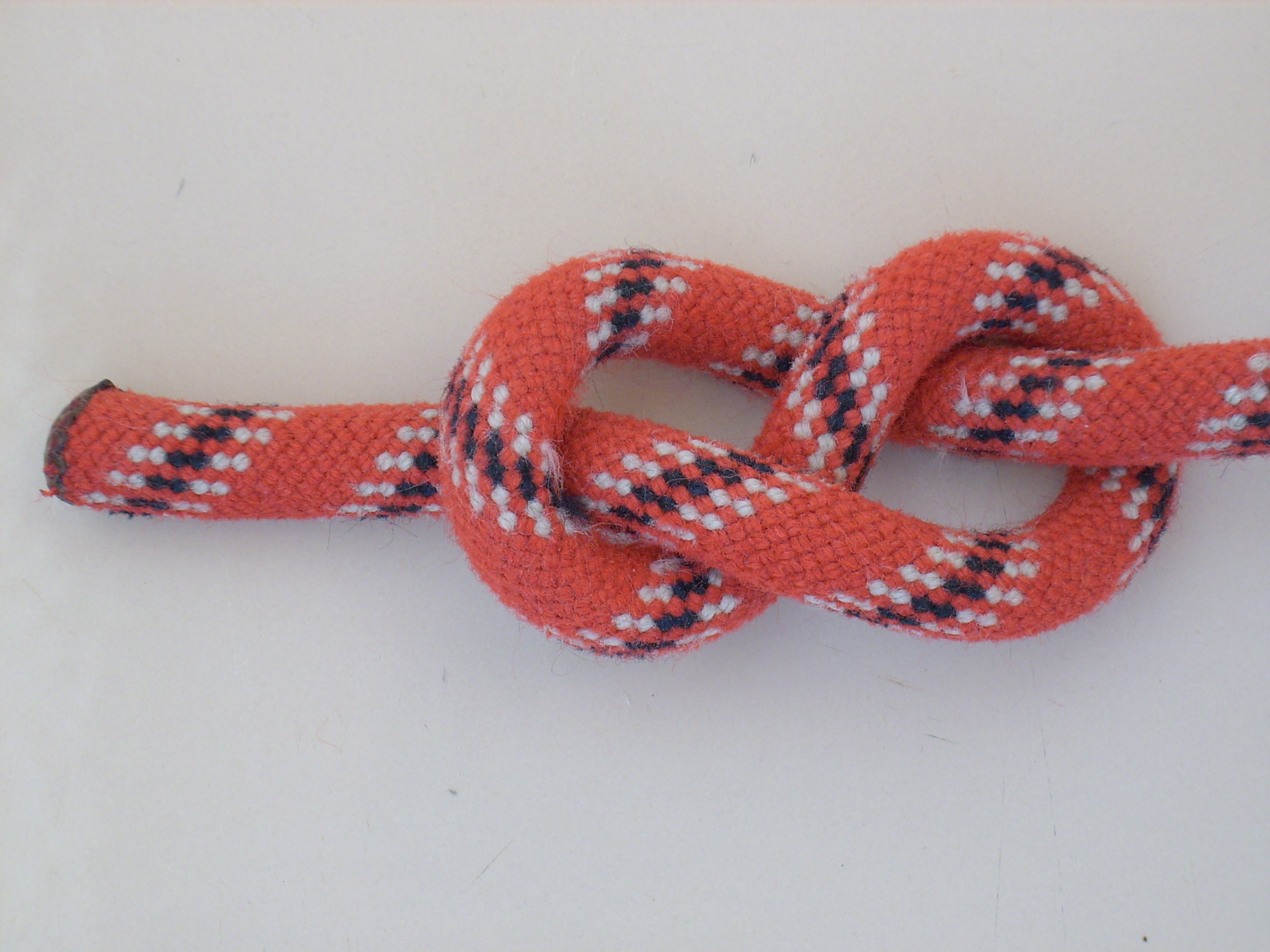
Törn und fährt durch das Auge zurück.

## Abwandlungen

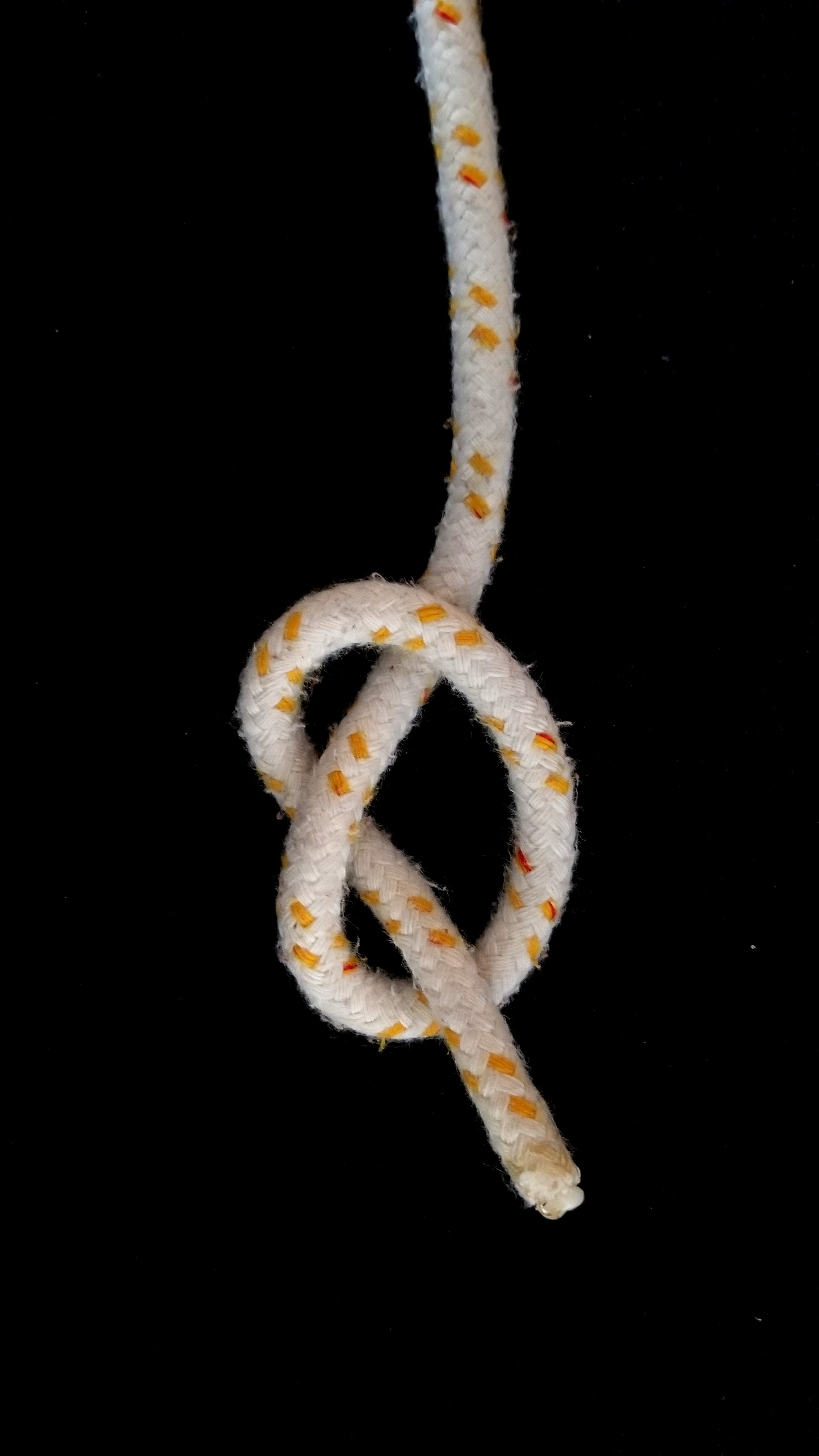
Macht man keine weiteren Törn, hat man einen Überhandknoten.
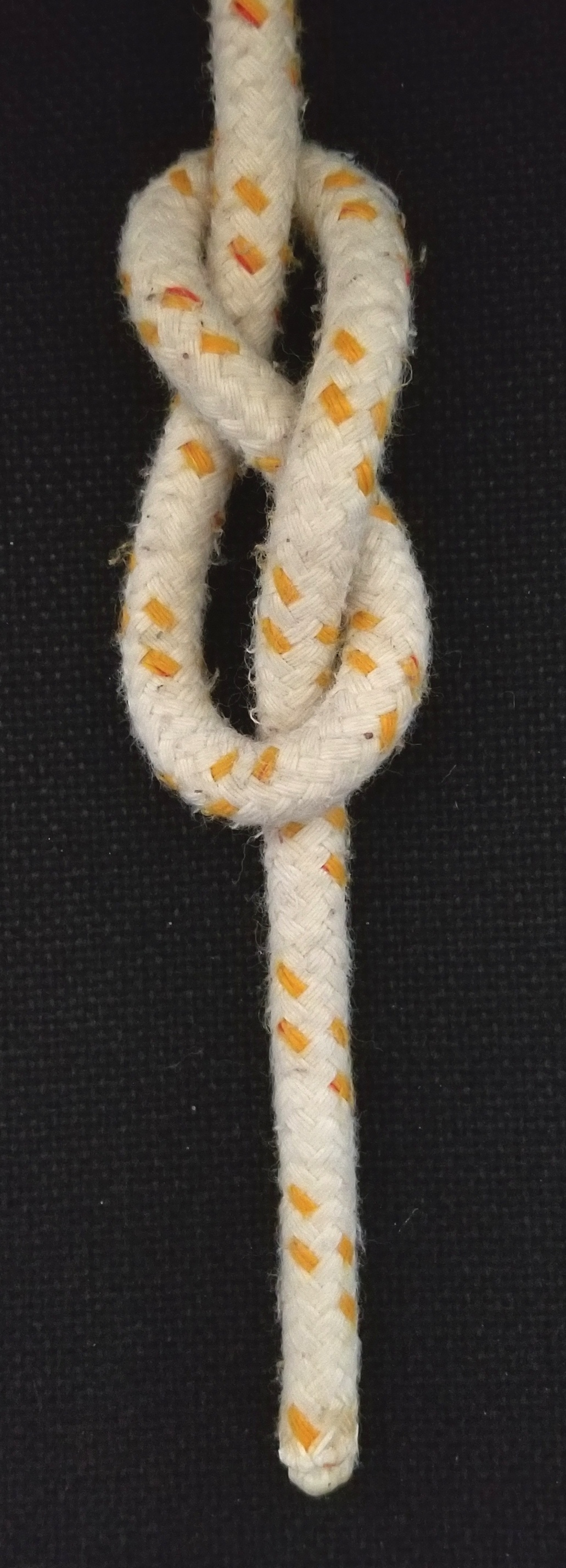
Zum Vergleich der Achtknoten
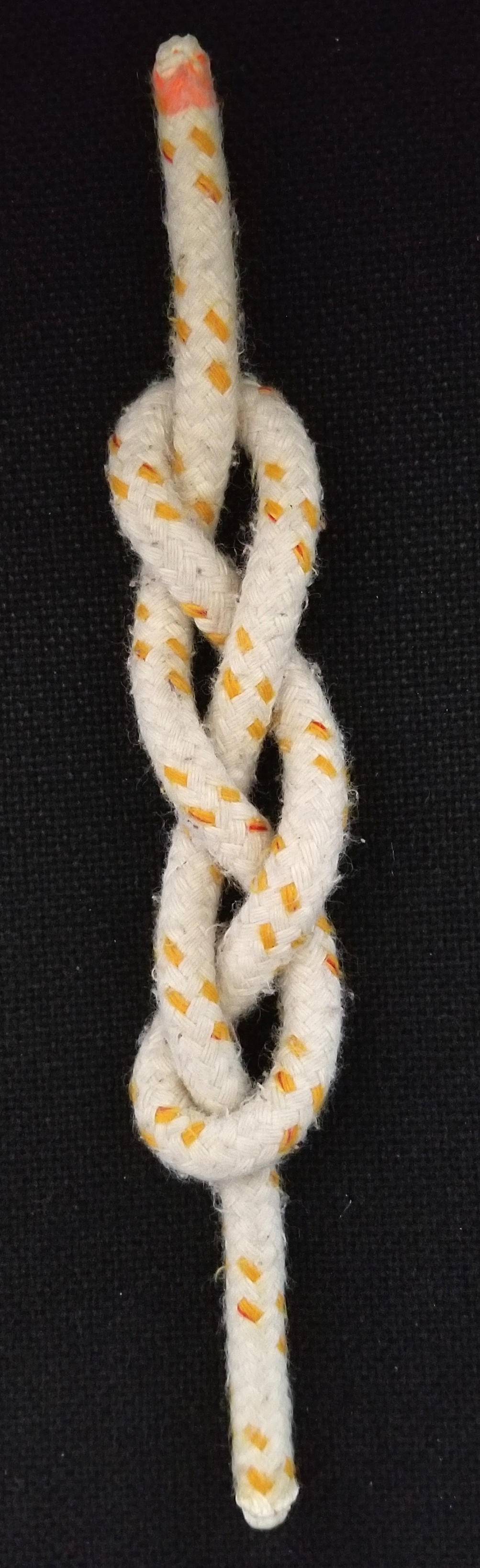
Gibt man der Bucht unten eine Extra-Drehung und steckt das Ende einmal ein, erhält man einen Zopfknoten (Ein-Strang).
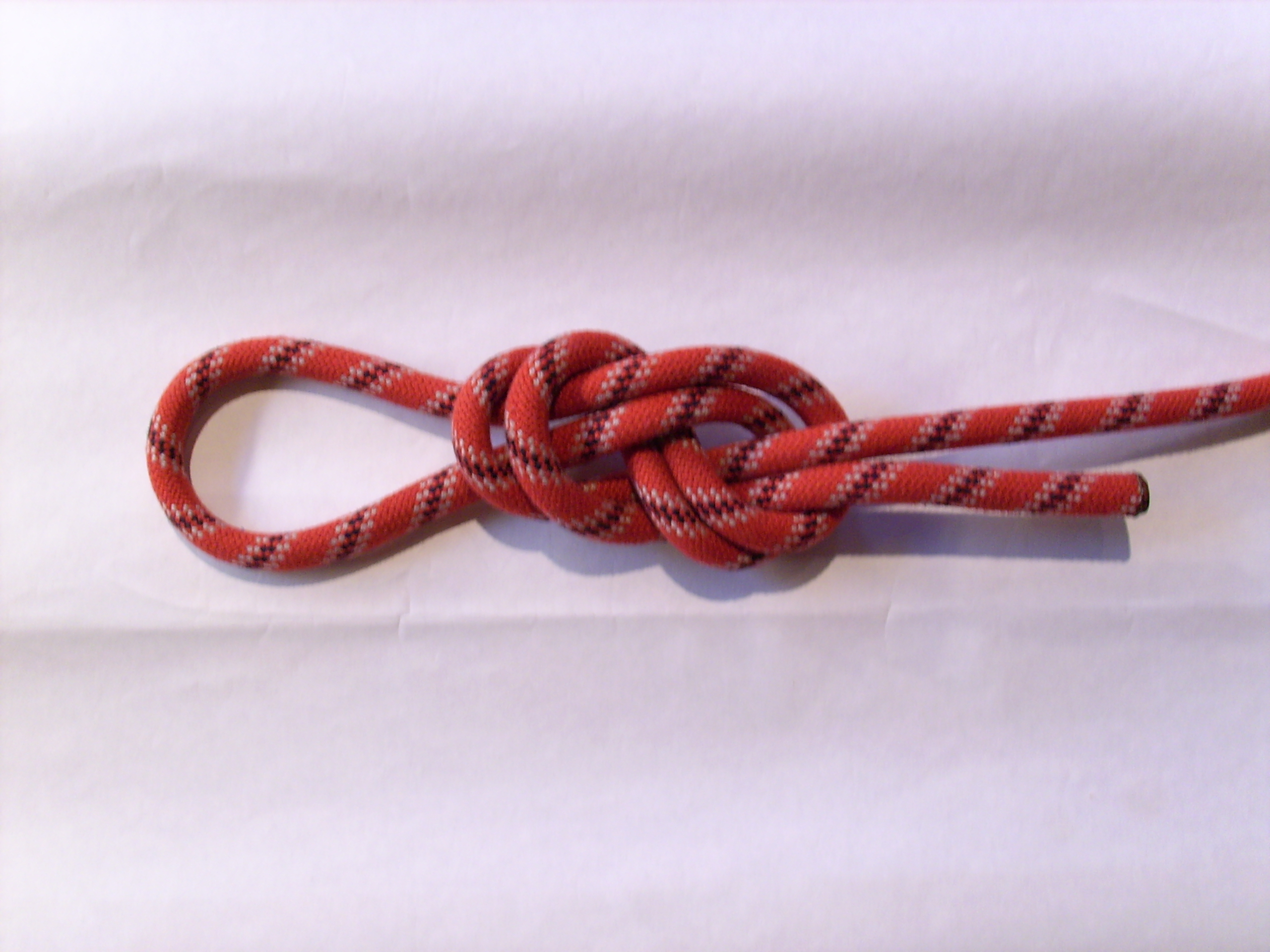
In die Bucht geknüpft, entsteht ein sehr sicherer Anseilknoten. Achterknoten (Schlaufe).
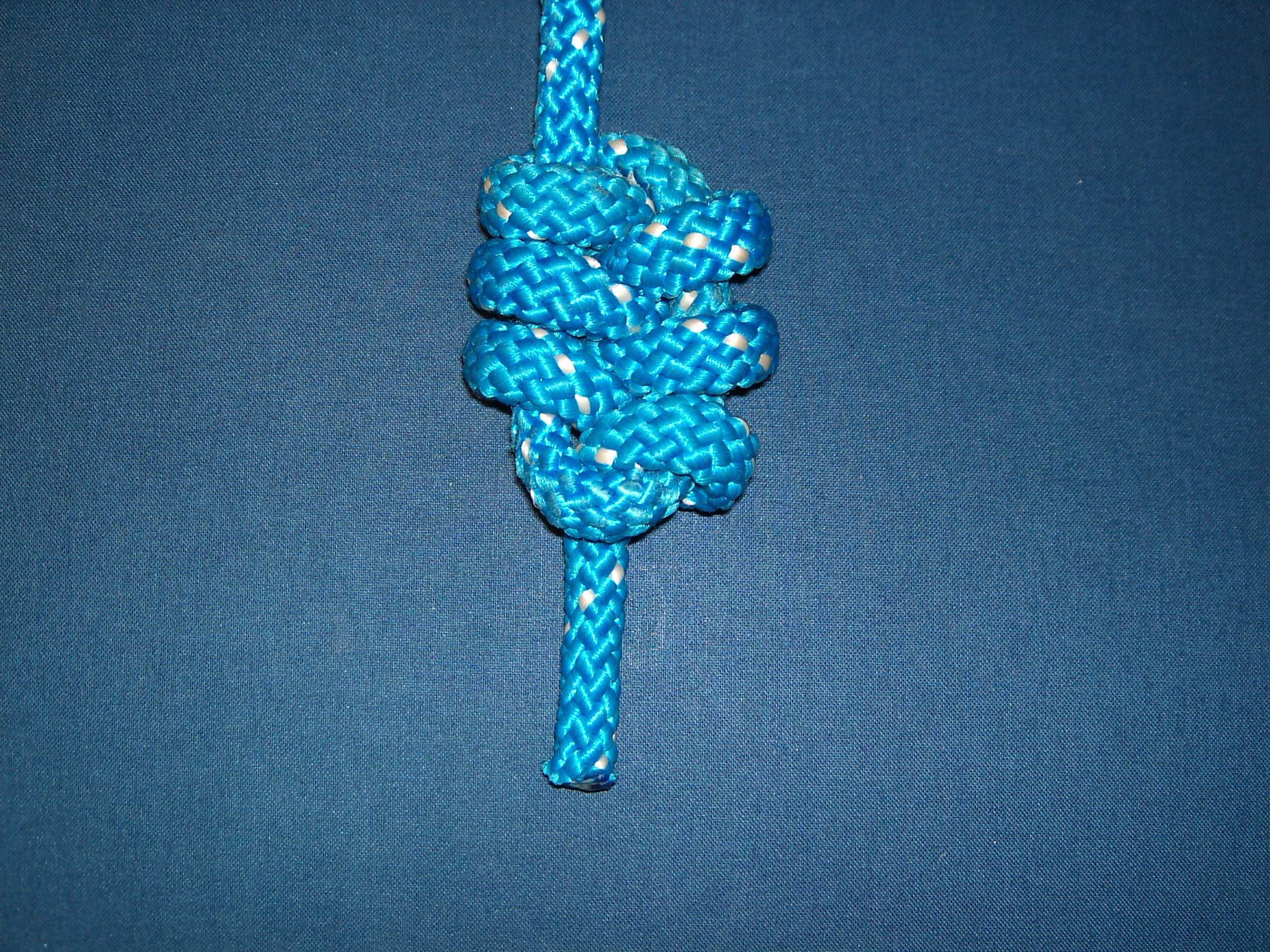
Verdoppelt man den Achtknoten, erhält man den Doppelten Achtknoten. Ein Stopperknoten.
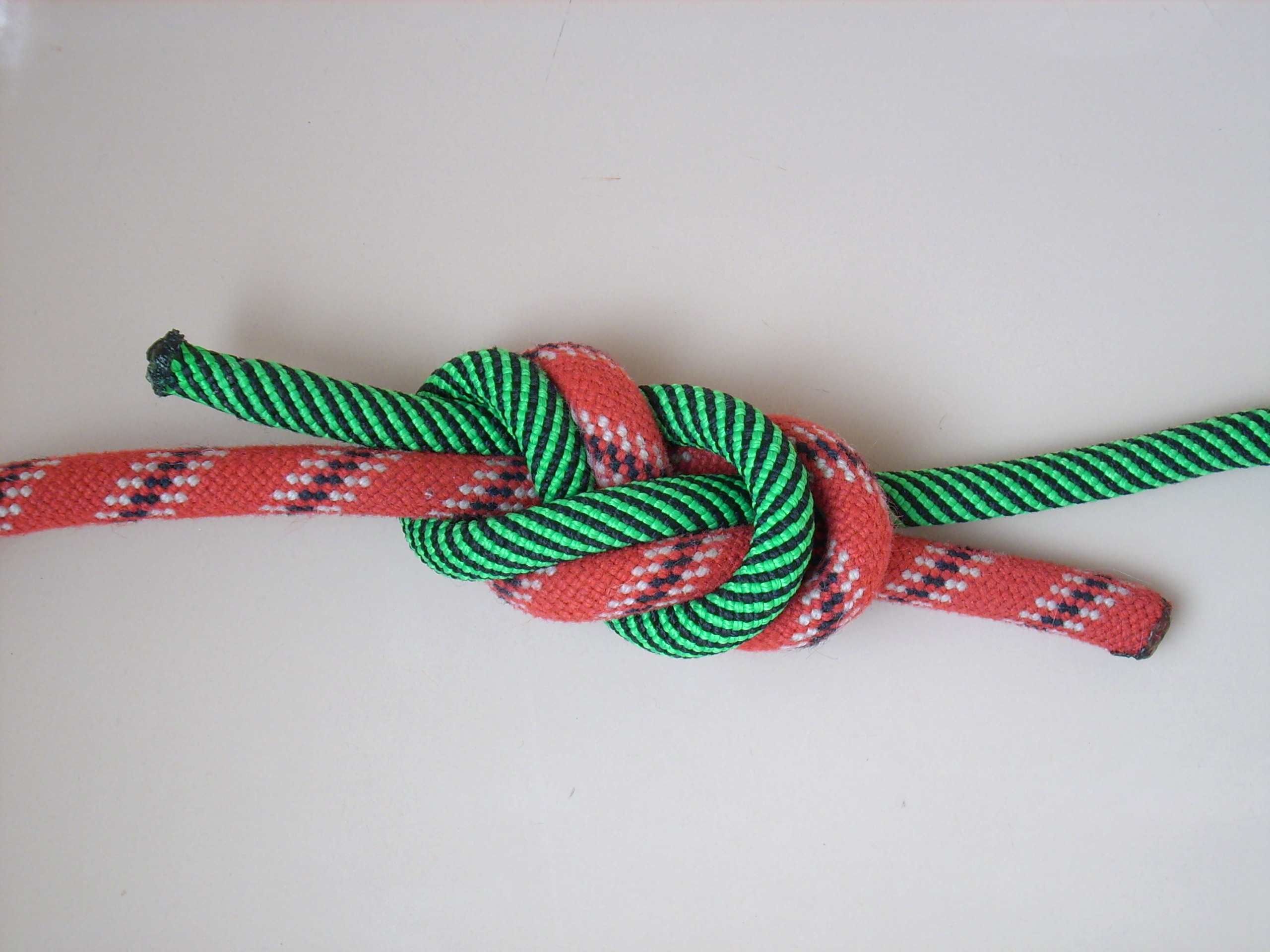
Um zwei Seile zu verbinden, verwendet man den Achterknoten (Verbindung).
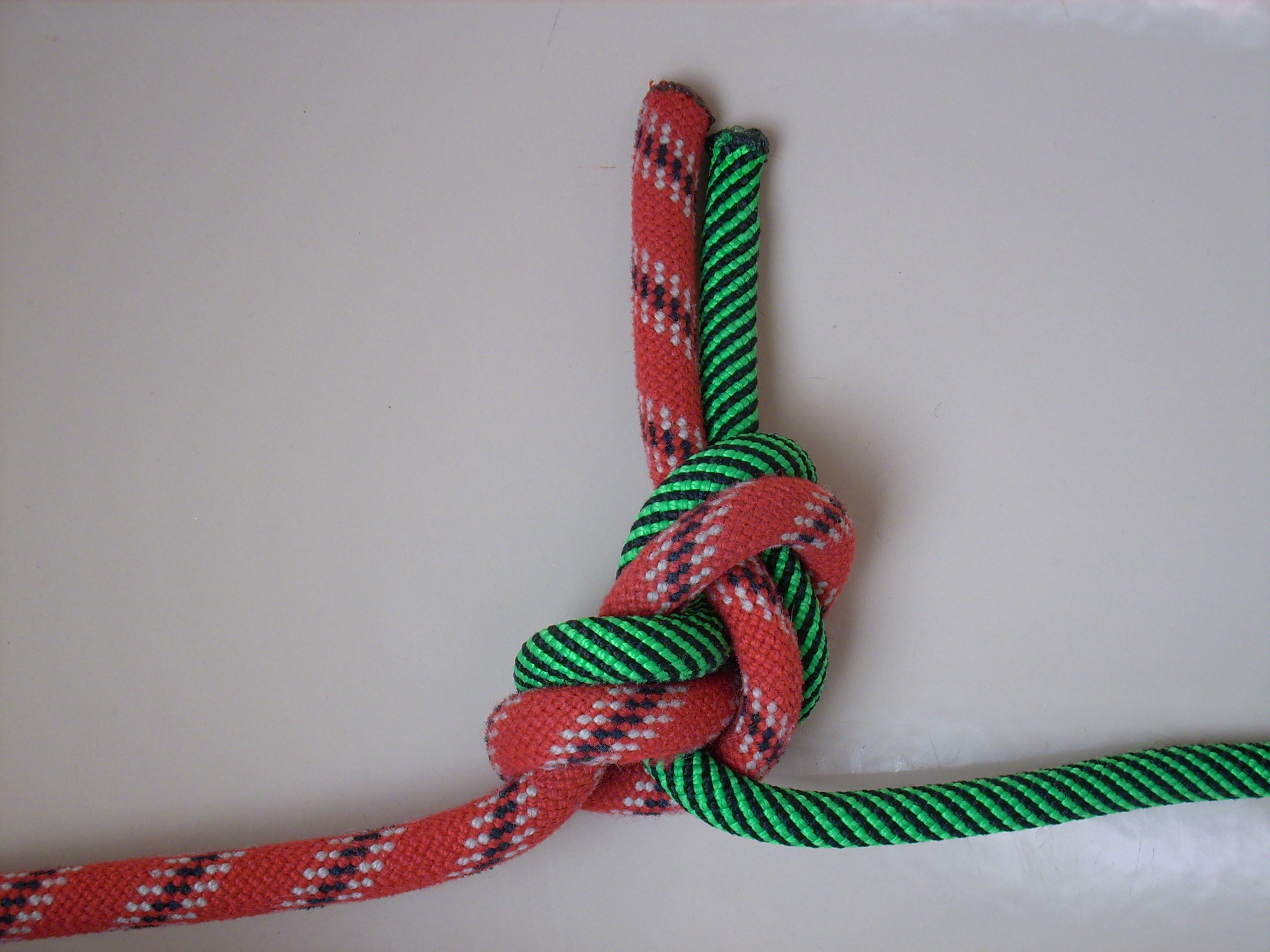
Ebenfalls als Verbindungsknoten verwendet man den Achterknoten in Tropfenform. Er ist aber weniger haltbar. Bei Kletterseilen rollt er bereits bei 2 kN.
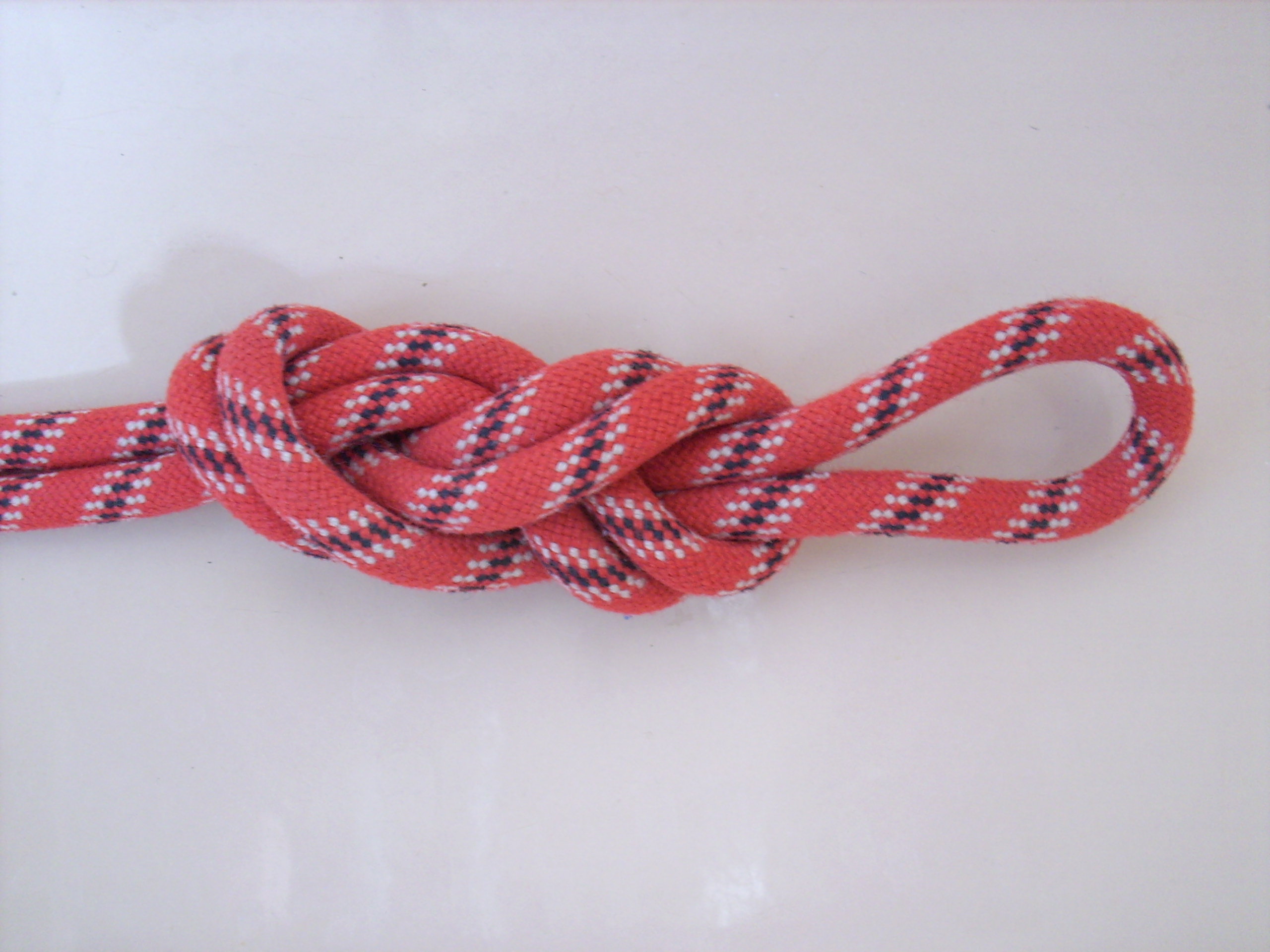
Mit einer zusätzlichen Windung entsteht aus dem Achtknoten ein Neunerknoten. Hier mit doppeltem Seil gelegt.